# Coras montanus
Coras montanus là một loài nhện trong họ Amaurobiidae.
Loài này thuộc chi Coras. Coras montanus được James Henry Emerton miêu tả năm 1890.